# Canton de Saint-Symphorien-sur-Coise
Le canton de Saint-Symphorien-sur-Coise est une ancienne division administrative française, située dans le département du Rhône en région Rhône-Alpes.

## Communes du canton
- Aveize
- La Chapelle-sur-Coise
- Coise
- Duerne
- Grézieu-le-Marché
- Larajasse
- Meys
- Pomeys
- Saint-Martin-en-Haut
- Saint-Symphorien-sur-Coise

## Histoire
Il disparaît à l'issue des élections départementales de mars 2015, qui voient le redécoupage cantonal du département. Il est englobé dans le canton de Vaugneray.

## Représentation

### Conseillers généraux de 1833 à 2015
| Période | Période          | Identité                                 | Étiquette   | Qualité |
| ------- | ---------------- | ---------------------------------------- | ----------- | --- |
| 1833    | 1866 (démission) | Jean-Baptiste Antoine Merlat (1791-1867) |             | Notaire Maire de Saint-Symphorien-sur-Coise                                                                                       |
| 1866    | 1877             | Lucien Mangini                           | Républicain | Propriétaire et ingénieur Député (1870, 1871-1876) - Sénateur (1876-1882) Maire des Halles                                        |
| 1877    | 1900 (décès)     | Baron Franck de Jerphanion (1844-1900)   | Droite      | Maire de Larajasse |
| 1900    | 1913             | Lucien Beaujolin                         | Républicain | Docteur en médecine Maire de Saint-Symphorien-sur-Coise                                                                           |
| 1913    | 1931 (démission) | Pierre Anier (Père)                      | URD         | Vétérinaire Maire de Saint-Symphorien-sur-Coise                                                                                   |
| 1931    | 1940             | Pierre Antoine Anier (Fils)              | URD         | Vétérinaire Maire de Saint-Symphorien-sur-Coise Nommé conseiller départemental en 1942                                            |
|         |                  |                                          |             | |
| 1945    | 1982             | Benoit Carteron                          | DVD         | Fondateur d'une entreprise de charcuterie Adjoint au Maire de Saint-Symphorien-sur-Coise Président du Conseil général (1957-1979) |
| 1982    | 2001             | Louis Véricel                            | app. UDF    | Ingénieur Maire de Saint-Symphorien-sur-Coise (1989-2001)                                                                         |
| 2001    | 2015             | Maurice Cellier                          | Centriste   | Maraîcher Adjoint au maire de Saint-Martin-en-Haut                                                                                |

### Conseillers d'arrondissement (de 1833 à 1940)
| Période                                  | Période          | Identité                           | Étiquette                | Qualité |
| ---------------------------------------- | ---------------- | ---------------------------------- | ------------------------ | --- |
| 1833                                     | 1838 (décès)     | François Peyrachon (1777-1838)     |                          | Cultivateur, conseiller municipal de Larajasse                                                              |
| 1838                                     | 1848             | Jean Antoine André Besson          |                          | Notaire à Saint-Symphorien-sur-Coise, maire d'Aveize                                                        |
|                                          |                  |                                    |                          | |
|                                          | 1881 (démission) | François Peyrachon (1829-1892)     |                          | Notaire, adjoint au maire de Saint-Symphorien-sur-Coise                                                     |
| 15 mai 1881                              | 1888 (décès)     | Pierre Loste (1826-1888)           | Républicain              | Charcutier, fondateur des salaisons Loste à Saint-Symphorien-sur-Coise                                      |
| 1889                                     | 1892 (décès)     | Gabriel Benoît Fayolle (1829-1892) | Conservateur             | Notaire honoraire à Haute-Rivoire, propriétaire à Saint-Symphorien-sur-Coise                                |
|                                          |                  |                                    |                          | |
| 1895                                     | 1928             | Louis Razy (1854-1929)             | Républicain progressiste | Fabricant de fromages, maire de Duerne                                                                      |
| 1928                                     | 1940             | Claude Fléchet                     | Droite                   | Maire de Larajasse                                                                                          |
| 1940                                     |                  |                                    |                          | Les conseils d'arrondissement ont été suspendus par la loi du 12 octobre 1940 et n'ont jamais été réactivés |
| Les données manquantes sont à compléter. |                  |                                    |                          | |

## Évolution démographique
| 1962   | 1968   | 1975   | 1982   | 1990   | 1999   | 2006   | 2011   | 2012   |
| ------ | ------ | ------ | ------ | ------ | ------ | ------ | ------ | ------ |
| 11 337 | 11 173 | 11 040 | 11 565 | 12 202 | 12 776 | 14 212 | 14 890 | 15 041 |